# 헤로니모 프란수아
헤로니모 프란수아(스페인어: Geronimo Franzua, 1993년 9월 25일 ~ )는 도미니카 공화국의 야구 선수이자, 현 일본 프로 야구 센트럴 리그 히로시마 도요 카프의 소속 선수(투수)이다.